# Хрустальов Дмитро Юрійович
Дмитро Юрійович Хрустальов (нар. 20 лютого 1979, Ленінград, СРСР) — російський актор, телеведучий і пропагандист. З 2022 року — ведучий «КВК».

## Біографія

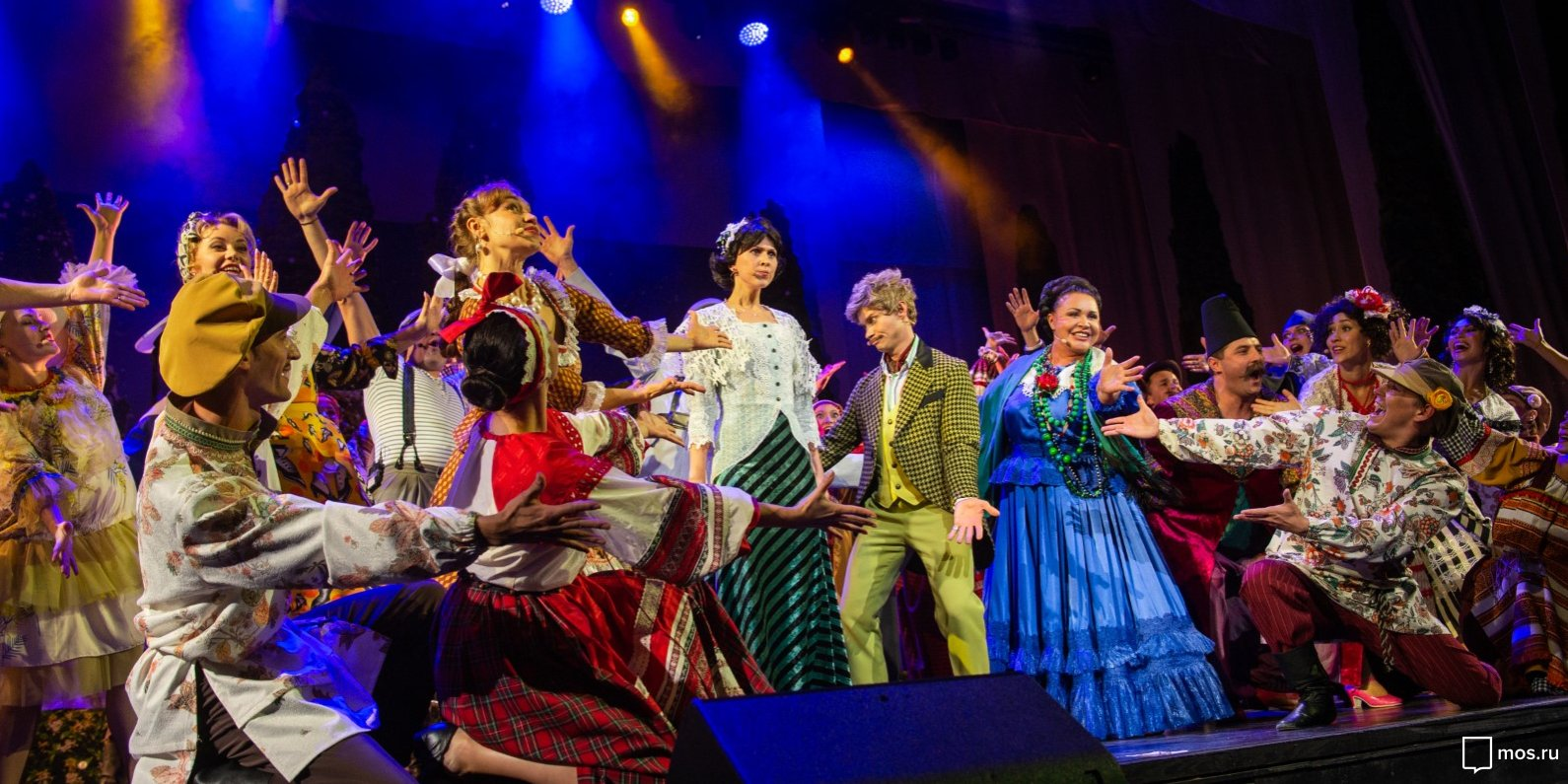
У виставі «За двома зайцями». Театр «Російська пісня»

Народився 20 лютого 1979 року в Ленінграді. З дитинства займався бальними танцями. Після закінчення школи вступив у Санкт-Петербурзький державний аграрний університет у місті Пушкіні. В університеті захопився грою КВН. Перевівся на економічний факультет Санкт-Петербурзького державного університету аерокосмічного приладобудування і закінчив його за спеціальністю «менеджер науки і освіти».
З 1998 року виступав за команду КВН «Збірна Санкт-Петербурга», був її капітаном. У складі команди став володарем Кубка Москви 1998 року, фіналістом Вищої Ліги 1999 року, володарем «Малого Ківіна» на фестивалі Голосящий Ківін 2000 року і віце-чемпіоном Вищої Ліги 2002 року. У 2003 році у складі команди «Збірна СРСР» завоював Літній кубок КВН.
Після КВН на кілька років зник з телеекранів. З 2007 року став учасником програми Comedy Club в дуеті з Віктором Васильєвим. З 2008 знімався в програмі Comedy Woman. У 2013 році став співведучим Івана Урганта у програмі «Вечірній Ургант» на «Першому каналі», з 30 вересня 2013 по 12 жовтня 2016 року з Віктором Васильєвим вів рубрику «Культурні пригоди Віті і Міті» у цій передачі. У квітні 2014 року став ведучим шоу «Ленінградський Stand-up клуб» на каналі СТС. З жовтня 2014 року по січень 2015 року разом з Віктором Васильєвим вів пародійне шоу «Театр естради», потім увійшов до журі шоу «Танцюй» на «Першому каналі». З 8 жовтня 2017 року — ведучий проекту «Моя мама готує краще» на тому ж каналі.
З 2018 року — член опікунської ради недержавного благодійного фонду «Галченя», який надає допомогу дітям з органічними ураженнями центральної нервової системи.
У жовтні 2018 року дебютував на театральній сцені. У театрі «Російська пісня» в музичній комедії «За двома зайцями» зіграв роль Голохвастова.
З 2022 по 2024 роки — тимчасовий ведучий КВК. З 2024 року — вже постійний ведучий. Окрім цього, є ведучим концертів КВК для російських військових та представників Росгвардії, які воюють на території України.
З 2023 року веде замість Івана Урганта у Санкт-Петербурзі випускні вечори «Пурпурові вітрила», на яких, серед інших, присутні школярі з тимчасово окупованих росіянами територій України (зокрема, з Маріуполя).
У грудні 2024 року знімався у військовому строї РФ та на танку як «Рядовий Хрустальов» для пропагандистського ролику «Першого каналу», метою якого було показати дітей у військовій формі та як їх навчають стріляти з автоматів по мішенях. Діти були з окупованої російськими військами Макіївки. Тоді ж порівняв себе з Володимиром Путіним, на якого з кінця 1990-х і до 2021 року робив пародії у КВК, завдяки чому і здобув популярність у народі.
|  | Я сам із Ленінграду, я прекрасно розумію, що я такий же самий петербурзький пацан, як і він. І я знаю, що у нас же було «пацан сказав — пацан зробив». Тобто, слово тримаємо. |

При цьому комік додає, що у Путіна є «чудове почуття гумору».

## Особисте життя
З 2001 по 2011 рік — перебував у фактичному шлюбі з Вікторією Дейчук, юристом за фахом.
У 2012 році у Дмитра Хрустальова був роман з колегою по передачі Comedy Woman Катериною Варнавою. В кінці 2013 року стало відомо, що пара розлучилася.

## Фільмографія
- 2006 —  2007 — Мрії Аліси —  КВНщик
- 2009 — Найкращий фільм 2 —  Діматі
- 2011 — Вагітний —  Едгар
- 2011 — Службовий роман. Наш час —  бос
- 2012 — Дублер —  директор салону
- 2015 — Тимчасово недоступний —  Костянтин Леонов, шахрай
- 2015 — Гороскоп на удачу —  Віктор, претендент
- 2016 — Пам'ятаю - не пам'ятаю! —  режисер
- 2016 — Ставка на любов —  коханець Христини
- 2016 — Однокласниці —  камео
- 2017 — Однокласниці: Новий поворот —  камео
- 2017 — Після тебе —  камео
- 2017 — Чарівник —  Петя Пургин, системний адміністратор
- 2018 — Чернетка —  епізод
- 2018 — Заповідник —  Толик

### Озвучування і дубляж
- 2009—2010 — Неоплачувана відпустка (СТС) — думки Олега Олеговича Попова[24]
- 2014 — Ведмеді-сусіди 3D
- 2014 — Папуга Club — хамелеон Мітя
- 2019 — Чарівний парк Джун — дикобраз Стів